# Hiebsunreife
In der Forstwirtschaft bezeichnet die Hiebsunreife die Wertdifferenz zwischen dem Alterswert und dem Abtriebswert eines nicht hiebsreifen Waldes oder Baumbestandes. Die Differenz wird ausgedrückt in Werteinheit je Flächeneinheit, z. B. Euro je Hektar oder Euro je Quadratmeter. Bewertungstechnisch wird die Blumesche Formel zur Anwendung gebracht.
 
Ein Waldbestand wird hiebsreif, wenn sich sein mittleres Bestandsalter bis auf 20 Jahre der geplanten Umtriebzeit genähert hat (U − 20 Jahre). Bewertungstechnisch wird der Abtriebswert ermittelt.